# Coração (Irã)
Coração ou Coraçone (em persa: خراسان; romaniz.: Khorasan) foi uma província do Irã sediada em Mexede. Em 2004, foi desmembrada em três províncias: Coração do Norte, Coração do Sul e Coração Razavi.